# Lipovci
Lipovci é uma vila localizada no município de Beltinci na Eslovênia. Possuía uma população estimada de 1 030 habitantes em 2020.